# Mao Zemin
Mao Zemin (chinois : 毛泽民), 3 avril 1896 - 27 septembre 1943, aussi connu sous le surnom « Zhoubin », est un bureaucrate chinois né à Xiangtan dans la province du Hunan. Mao Zemin (qui prit Runlian comme prénom de courtoisie) est le frère cadet de Mao Zedong et de Mao Zetan (en). Il n'avait étudié à l'école que pendant quatre années. Puis il rejoint le Parti communiste en 1922. Dirigeant de la banque nationale de la république soviétique chinoise à Ruijin, il est nommé ministre de l'Économie au Minyuegan en 1931.
Durant la Seconde Guerre mondiale, il est envoyé au Xinjiang par le comité central du Parti mais y est arrêté, avec Chen Tanqiu (en), par le seigneur de guerre Sheng Shicai à Ürümqi. Il est exécuté le 27 septembre 1943.

## Biographie
En automne 1921, Mao Zemin étudie à l'université autonome du Hunan fondée par Mao Zedong et récolte de l'argent pour le Parti avant de le rejoindre. En novembre 1922, il organise une grève de travailleurs à Changsha et part promouvoir la révolution au Anyuan où il sert comme chef du club économique des travailleurs. En février 1923, il participe à la création d'entreprises à capital commun dirigées par le Parti. En août, il en est élu directeur-général tandis qu'il cherche à maintenir les intérêts et à améliorer le bien-être des travailleurs et accumule des fonds pour les activités du Parti.
En février 1925, Mao Zemin se rend à Xiangtan dans le Xiangxiang pour aider le mouvement de travailleurs de son frère à bâtir le premier siège de campagne du Parti. En septembre, il se rend à Guangzhou pour étudier. 
En juillet 1931, Zemin est nommé par le Parti ministre de l'Économie du Fujian, du Guangdong et du Jiangxi. En décembre 1931, il est nommé au comité des Finances et directeur de la banque nationale du gouvernement central. Dans le même temps, il est partiellement dirigeant de la compagnie chinoise de production minière.
En octobre 1934, Mao Zemin participe en tant que directeur de la banque nationale à la Longue Marche et sert comme commissaire politique de la 15e brigade, aidant à collecter de la nourriture, des fonds et du matériel militaire. En novembre 1935, après que la Longue Marche a atteint le nord de la province du Shaanxi, il est nommé ministre de l'Économie et travaille à briser le blocus militaire de Yan Xishan au Shanxi, aidant à transporter des vêtements et du coton, et organisant le travail de fabrication de tenues en coton pour l'armée. En avril 1937, il se rend à Shanghai pour travailler à des tâches financières spécifiques.
Le 17 septembre 1942, Mao Zemin et Chen Tanqiu sont arrêtés par le seigneur de guerre Sheng Shicai, qui travaille étroitement avec l'Union soviétique mais dont il s'éloignera plus tard. En prison, Sheng Shicai procède à diverses tortures sur Zemin pour le forcer à confesser un hypothétique complot du Parti communiste chinois au Xinjiang contre le gouvernement et le forcer à quitter le Parti. Il refuse d'abjurer et est exécuté.
Son fils, Mao Yuanxin, joue un rôle important durant la Révolution culturelle.

## Citations
- « Ne jamais trahir le Parti, les membres du Parti communiste sont intègres. » (决不脱离党，共产党员有他的气节)
- « Je ne peux supporter l'abandon du communisme ! »   (我不能放弃共产主义立场)